# Macrosiphum perillae
Macrosiphum perillae är en insektsart. Macrosiphum perillae ingår i släktet Macrosiphum och familjen långrörsbladlöss. Inga underarter finns listade i Catalogue of Life.